# Mount Buchanan
Mount Buchanan est une communauté dans le comté de Queens sur l'Île-du-Prince-Édouard, Canada, au sud-est de Charlottetown.